# سییچیرو اوکونو
سییچیرو اوکونو (انگلیسی: Seiichiro Okuno؛ زادهٔ ۲۶ ژوئیهٔ ۱۹۷۴) بازیکن فوتبال اهل ژاپن است.